# Pampadromaeus
Pampadromaeus é um gênero de dinossauro basal sauropodomorfo que viveu no Período Triássico e foi descoberto no Rio Grande do Sul, Brasil.

## Descoberta
Pampadromaeus é conhecido principalmente pelo exemplar holótipo ULBRA-PVT016, um esqueleto desarticulado, parcial, mas bem preservado de um único indivíduo que inclui a maioria dos ossos do crânio e da mandíbula, vértebras sacrais, dorsais e caudais, elementos da cintura escapular e dos membros anteriores, ambos os ílios e elementos dos membros posteriores.
Além disso, ao menos dois outros espécimes foram referidos a esta espécie: CAPPA/UFSM 0028 (fêmur esquerdo de um indivíduo juvenil ou sub-adulto) e CAPPA/UFSM 0027 (fêmur esquerdo).
Foi coletado na porção superior da  Zona de Associação de Hyperodapedon do Membro Alemoa da Formação Santa Maria na cidade de Agudo, datando do estágio Carniano do Triássico Superior, cerca de 233-228 milhões de anos atrás.

## Descrição
Pampadromaeus era um pequeno dinossauro bípede e cursorial. Tinha por volta de 50 centímetros de altura e 120 centímetros de comprimento, e teria um peso aproximadamente de 15 quilogramas.
Difere de outros sauropodomorfos por uma combinação de caracteres. Alguns destes são compartilhados com alguns membros do grupo irmão de Sauropodomorpha, o grupo Theropoda: apresenta diastema entre a pré-maxila e a maxila; maior parte dos dentes pré-maxilares com ausência de serrilhas; uma pequena depressão na região homóloga a fenestra promaxilaris (encontrada em terópodes). Características basais presentes em Pampadromaeus consistem de um crânio longo em relação ao comprimento do fêmur,  presença de apenas duas vértebras sacrais e cerca de 15 dentes no pterigoide. Apresenta quatro pares de dentes pré-maxilares e cerca de 20 pares de dentes maxilares e mandibulares, para um total de 88 dentes. Os dentes eram grandes, alongados, lanceolados, ligeiramente recurvados, pontiagudos e dotados de serrilhas grandes.

## Etimologia
Pampadromaeus foi nomeado por Sergio F. Cabreira, Cesar L. Schultz, Jonathas S. Bittencourt, Marina B. Soares, Daniel C. Fortier, Lúcio R. Silva e Max C. Langer em 2011. O nome genérico Pampadromaeus (corredor dos pampas) é derivado da palavra Pampa, em referência à paisagem do bioma mais característico do Rio Grande do Sul, estado onde o espécime-tipo foi encontrado + Dromues (do grego δρομεύς), ou seja, corredor. O nome específico homenageia o paleontólogo gaúcho Mário Costa Barberena.

## Filogenia
Em sua descrição, foi classificado como um saurísquio com possíveis afinidades ao sauropodomorfos ou aos terópodes. Porém, em trabalhos subsequentes, Pampadromaeus barberenai tem sido consistentemente recuperado como um sauropodomorfo basal, porém mais derivado que as espécies brasileiras Buriolestes schultzi e Saturnalia tupiniquim.